# 錦部刀良
錦部 刀良（にしこり の とら）は、飛鳥時代の人物。姓はなし。讃岐国那賀郡（現在の香川県丸亀市と善通寺市の一部、及び仲多度郡西部）の人。

## 記録
錦部氏は百済からの渡来人系氏族で、綾や錦などの職成をもって大王に仕えた錦織部（錦部）を管掌するもので、この場合の刀良の場合は、無姓であるため、錦部造（連）の管掌する部民であった。以下の記述とも大いに関係のある粟田真人・坂合部大分・巨勢邑治を長とする大宝元年（701年）の遣唐使には、大録として錦部連道麻呂が加わっている。
『続日本紀』巻第三、文武天皇の慶雲4年5月（707年）の記述によると、刀良ほか2名に、
以上が刀良にまつわる記録のすべてである。なお、粟田真人らが唐から帰国したのは慶雲元年7月（704年）のことである。
刀良の場合も恐らく、持統天皇4年（690年）に帰国した、同じ唐の捕虜だった大伴部博麻（おおともべ の はかま）の場合と同様、軍丁（いくさよろず）であった可能性が高い。青年期に従軍したとすると、かなりの高齢であったことが想像される。
以後の白村江の戦いにおける捕虜の帰還の記録は存在しない。